# Anton Roscher
Anton Roscher (* 3. Mai 1877 in Niedergrund bei Warnsdorf; † 4. Oktober 1946 in Liberec) war ein tschechoslowakischer Politiker der deutschen Minderheit. 

## Leben
Roscher war der Sohn eines Handwebers und musste schon als Kind beim Weben helfen und im Alter von 10 Jahren in der Fabrik arbeiten. Daneben besuchte er die Volksschulen in Rumburg und Warnsdorf. Bis 1897 arbeitete er in der Textilindustrie. Später lernte er auch das Maurerhandwerk. Parallel dazu bildete er sich umfangreich selbst fort und war ab Anfang der 1890er Jahre im Arbeiterbildungsverein, in der Genossenschaftsbewegung, in der Gewerkschaft und in der Sozialdemokratischen Partei aktiv, der er seit 1895 angehörte. 1908 wurde er Gewerkschaftssekretär in Zwickau. Von 1911 bis 1919 arbeitete er für die Union der Textilarbeiter Österreichs.
Nach dem Ersten Weltkrieg wurde Roscher 1919 Obmann und Zentralsekretär des Verbandes der Deutschen Textilarbeiter in der tschechoslowakischen Republik. 1920 wurde er als Abgeordneter der Deutschen Sozialdemokratischen Arbeiterpartei in der Tschechoslowakei (DSAP) in das Abgeordnetenhaus der Tschechoslowakei gewählt, dem er bis 1935 angehörte. Von 1932 bis 1935 saß Roscher auch im Parteivorstand der DSAP. Nach der Besetzung der sudetendeutschen Gebiete wurde er zu 18 Monaten Kerkerhaft verurteilt. 1942 kam er im Rahmen einer Amnestie frei.